# 乌鲁木齐市革命烈士陵园
乌鲁木齐市革命烈士陵园（維吾爾語：ئۈرۈمچى شەھەرلىك ئىنقىلابىي قۇربانلار قەبرىستانلىقى‎），又称燕儿窝烈士陵园，是位于中华人民共和国新疆维吾尔自治区乌鲁木齐市天山区的烈士陵园。陵园内安葬着陈潭秋、毛泽民、林基路、包尔汉等烈士、老红军、老干部，在三区革命中阵亡的干部，在中印自卫反击战和中越自卫反击战中阵亡的烈士。截止2021年3月，乌鲁木齐市革命烈士陵园共安葬94名烈士及5名国家级领导人。乌鲁木齐市革命烈士陵园先后被评为新疆维吾尔自治区文物保护单位、全国爱国主义教育示范基地、国家级抗战纪念设施、遗址名录。

## 地理位置与环境
乌鲁木齐市革命烈士陵园位于中华人民共和国新疆维吾尔自治区乌鲁木齐市天山区燕儿窝路54号。选址在了燕儿窝，此地东为燕儿崖，西为乌鲁木齐河。陵园北面是乌鲁木齐市殡仪馆，南为新疆维吾尔自治区畜牧厅规划大队，东南为乌鲁木齐市自来水厂，西为乌鲁木齐市河滩快速路。烈士陵园占地超过850亩。陵园内种植有数千株树木，包括桃树、松树、柏树等，陵园绿化面积超过90%。

## 历史

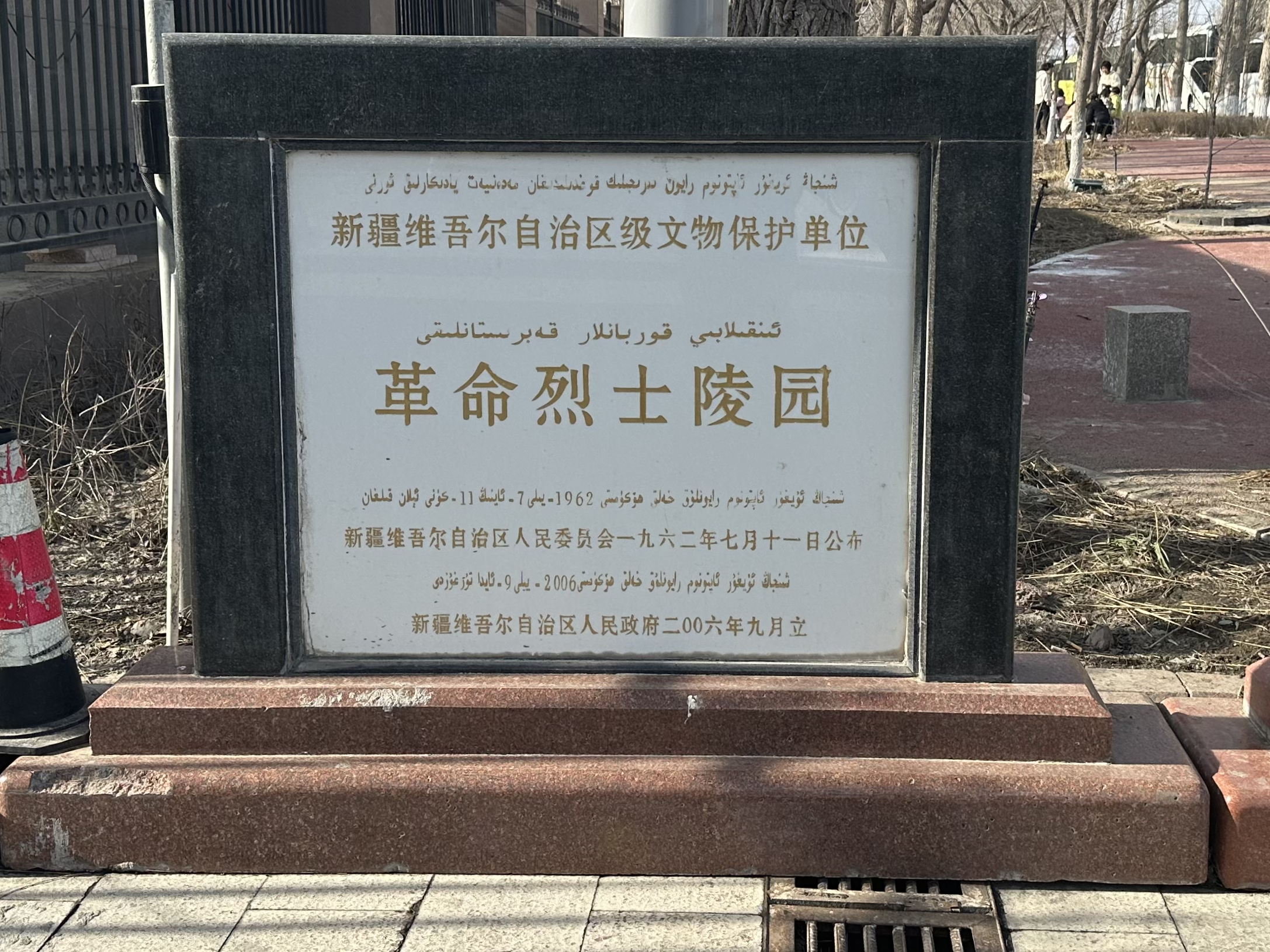
乌鲁木齐市烈士陵园文保碑

四一二政变后，盛世才开始治理新疆。在其治疆初期，采取“反帝亲苏”路线，这时陈潭秋、毛泽民、林基路等中国共产党员先后前往新疆开展工作。然而1942年，因苏联停止了对中国的援助等原因，盛世才逐渐开始反苏反共。1942年9月，盛世才包围了中国共产党在新疆的驻地八路军驻新疆办事处，将陈潭秋、毛泽民、林基路等超过100名共产党员和家属软禁。并在1943年2月27日将他们逮捕。1943年9月，陈潭秋、毛泽民、林基路、杜重远等人在迪化（今乌鲁木齐市）六道湾附近被秘密杀害，其他人员在1946年6月被释放。
新疆和平解放后，中共新疆省委、新疆省人民政府于1954年召开了新疆省第一届人民代表大会第一次会议。这次会议作出了修建革命烈士陵园的决议。1955年，中共中央新疆分局批准建立陈潭秋等烈士移葬委员会，乌鲁木齐市革命烈士陵园修建工作正式开始。1956年6月，烈士陵园正式动工修建。25日，移葬委员会开始在六道湾一带搜寻烈士遗骨，并从7月初开始陆续将陈潭秋、毛泽民、林基路、乔国桢、吴茂林烈士的遗骨移葬至乌鲁木齐市革命烈士陵园。7月25日，乌鲁木齐市革命烈士陵园举行陵园落成典礼。陵园建成后，朱德、陈毅、贺龙、邓颖超、包尔汉、王恩茂、习仲勋、江泽民、俞正声等中国共产党和中华人民共和国领导人先后前往乌鲁木齐市革命烈士陵园祭扫。
1965年，在新疆维吾尔自治区成立10周年之际，乌鲁木齐市革命烈士陵园修建了休息室、凉亭等设施，并种植了果树带。文化大革命开始后，由于乔国桢、吴茂林受到诬陷，两人的墓碑被毁坏。1974年，时任中华人民共和国副主席董必武为乌鲁木齐市革命烈士陵园题写了园名。第二年，乌鲁木齐市革命烈士陵园进行过一次整修。在十一届三中全会后，新疆维吾尔自治区党委恢复乔国桢、吴茂林的名誉，并于1980年重新修建了两位烈士陵墓。乌鲁木齐市革命烈士陵园的管理工作走向正轨。二十世纪80年代以后先后修建了陈展馆、陈潭秋雕像、骨灰室等设施。2010年后，乌鲁木齐市革命烈士陵园开始快速发展，中华人民共和国中央人民政府、新疆维吾尔自治区人民政府及乌鲁木齐市人民政府三级政府累计投资近1亿元人民币，新建了乌鲁木齐烈士事迹陈列馆、新疆公安英烈纪念碑、人民英雄纪念碑、纪念广场等纪念设施。
1962年被列入第二批新疆维吾尔自治区文物保护单位。1986年10月被列为全国重点烈士纪念建筑物保护单位。1997年6月，乌鲁木齐市革命烈士陵园被评为全国爱国主义教育示范基地。2011年12月，乌鲁木齐市革命烈士陵园成为国家AAA级旅游景区。2015年8月，乌鲁木齐市革命烈士陵园被列入第二批国家级抗战纪念设施、遗址名录。2021年，烈士陵园被列入首批新疆维吾尔自治区革命文物名录。

## 纪念设施

### 纪念广场

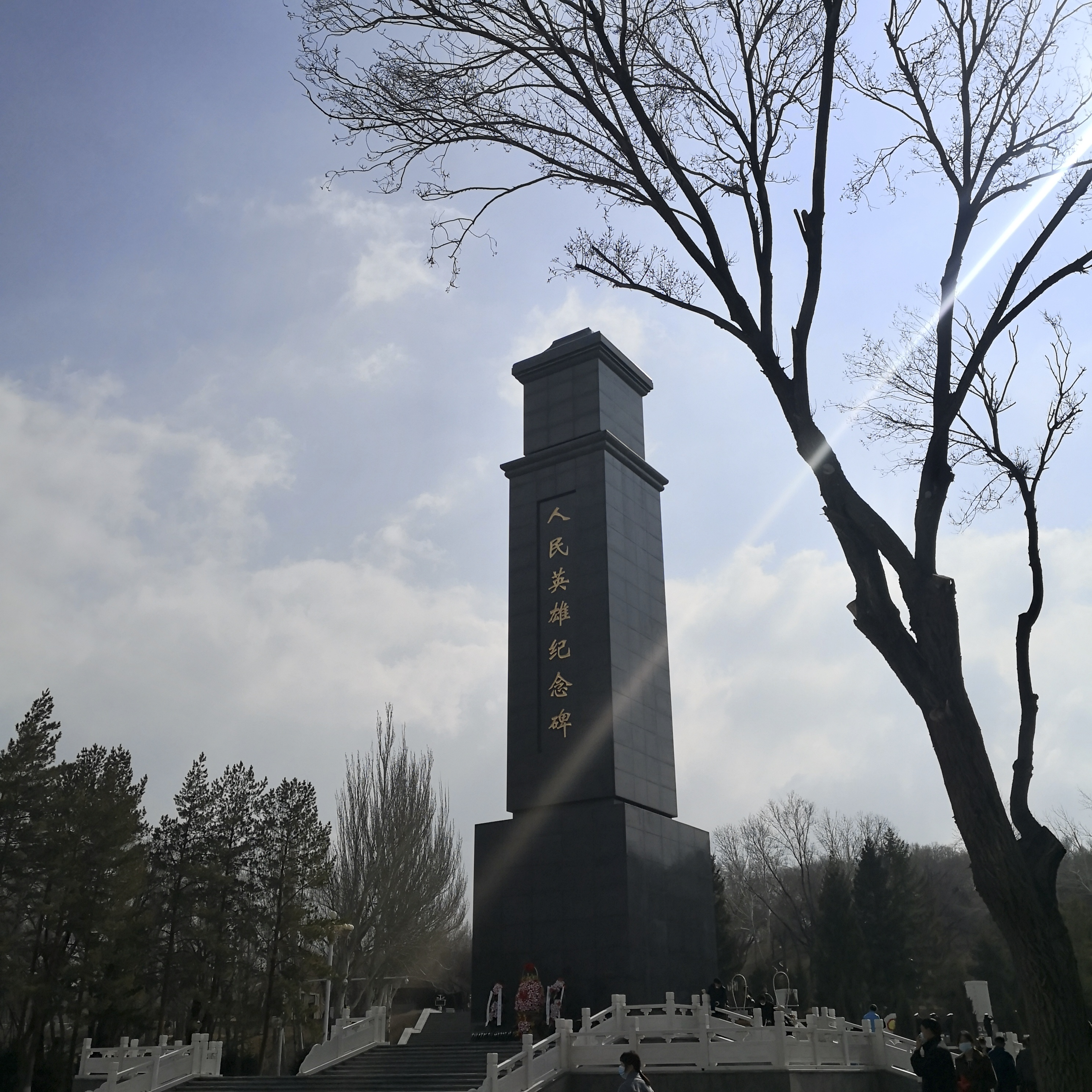
人民英雄纪念碑

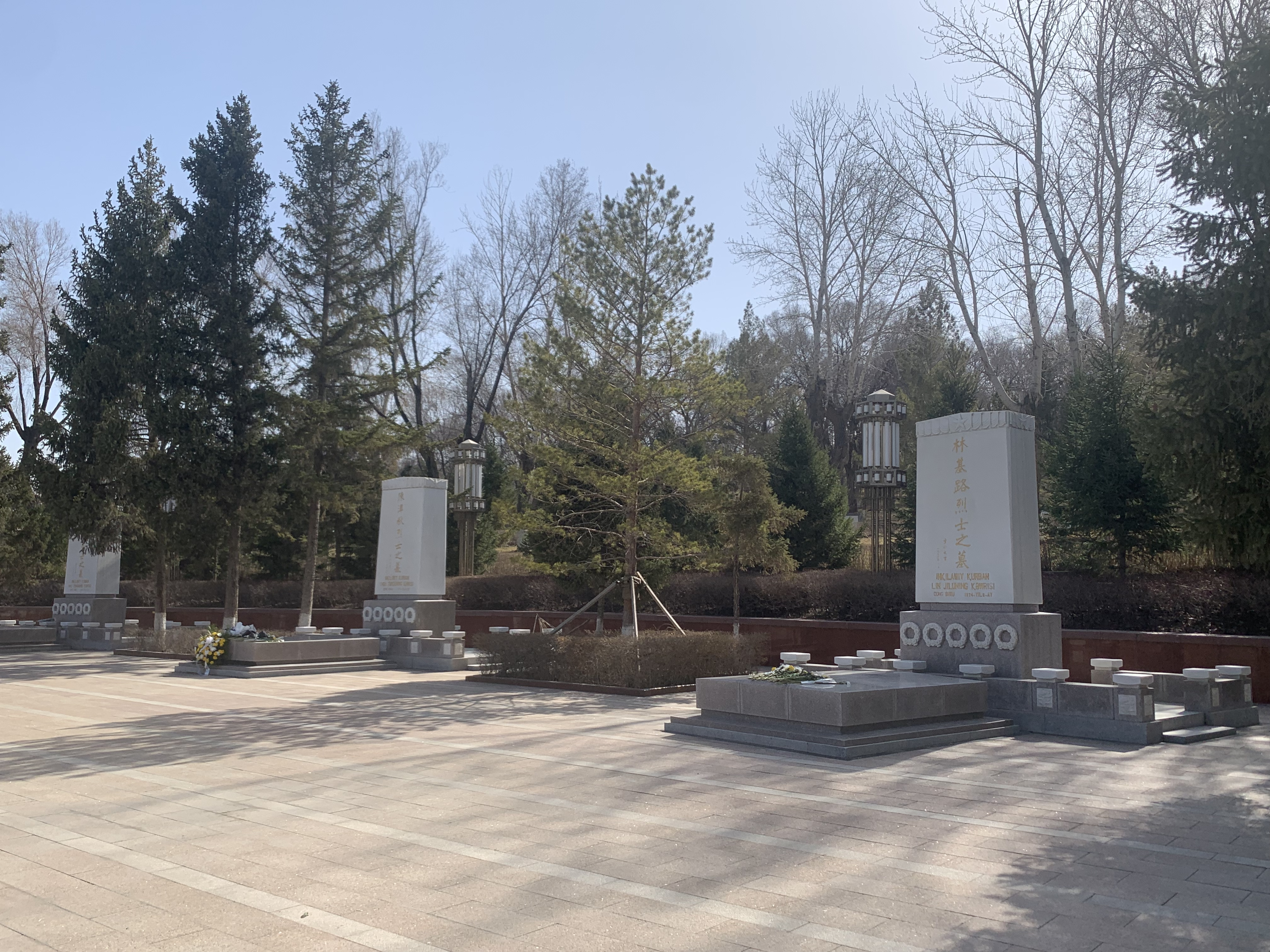
陈潭秋之墓和林基路之墓

进入烈士陵园大门后有一条由西向东的路，为继志路。继志路尽头为纪念广场。2015年修建的纪念广场占地面积超过6400平方米，可容纳4500人。混凝土结构，由深灰色大理石贴面的人民英雄纪念碑位于纪念广场中间，占地面积520平方米。纪念碑正反面分别写有“人民英雄纪念碑”的汉语及维吾尔文两种文字。纪念碑由碑顶、碑体、碑座和平台四个部分构成。人民英雄纪念碑碑高30米，平台第一层有9级台阶，第二级台阶有7层，台阶扶手是精雕而成的汉白玉。碑顶高0.85米，采用屋脊造型。碑座为高7米，长6米，宽6米。碑体高20.15米，寓意着2015年是中国抗日战争暨世界反法西斯战争胜利70周年，和新疆维吾尔自治区成立60周年。纪念广场四周是由红皮云杉、榆树、紫丁香等植物构成的绿化带。

### 祭台
祭台位于纪念广场东部，从南到北立有吴茂林、林基路、陈潭秋、毛泽民、乔国桢烈士墓碑。为烈士陵园最早的纪念设施。最初墓碑为水泥墓碑，后进行过翻修。现墓碑碑体为汉白玉和花岗岩。墓碑碑身高2.20米，底宽1.40米，顶宽1.28米，碑厚0.70米。碑座四周有镶嵌汉白玉浮雕葵花图案。碑身正面刻有烈士姓名，背面刻有汉文、维吾尔文、哈萨克文和蒙古文四种文字的烈士生平。1983年9月，在祭台后50米的山坡上又修建了杜重远、祁天民、陈振亚、彭仁发、江德祥的墓碑，构成第二排烈士墓祭台。这些墓碑由白玉花岗岩砌成，正面刻有烈士姓名，背面也是由四种文字刻写的生平。

### 陈展馆

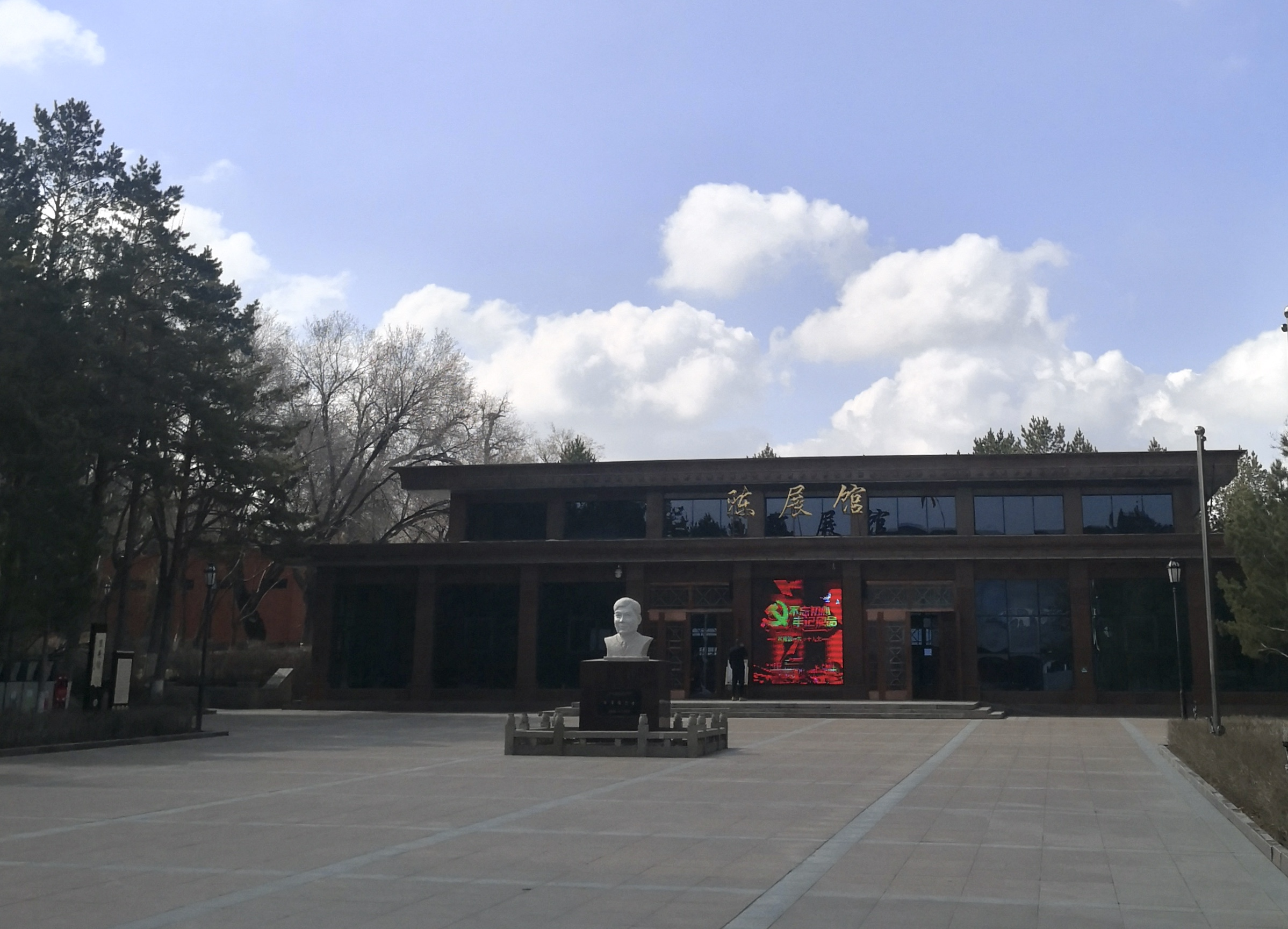
乌鲁木齐市革命烈士陵园陈展馆

陈展馆位于继志路南侧。陈展馆于1983年建立，原为烈士事迹陈列馆，后新馆建成，更名为陈展馆。陈展馆建筑面积500平方米，作为烈士事迹陈列馆时布展面积仅200平方米。陈展馆前立有1989年7月1日落成的陈潭秋雕像，馆内有镌刻着邓小平题写的“陈潭秋、毛泽民、林基路烈士永垂不朽”15个字的棕色大理石镶面屏风。原展有不到100幅图片和超过20件实物。2021年，由中共中央宣传部和中华人民共和国国家文物局联合推介的“庆祝中国共产党成立100周年精品展览”之一的《物语百年——纪念中国共产党成立100周年主题展览》在乌鲁木齐市革命烈士陵园陈展馆展出。

### 乌鲁木齐烈士事迹陈列馆
乌鲁木齐烈士事迹陈列馆位于继志路北侧，与陈展馆相对。2013年9月27日，在纪念陈潭秋等烈士牺牲70周年之际，乌鲁木齐市革命烈士陵园的乌鲁木齐烈士事迹陈列馆新馆揭牌开馆。乌鲁木齐烈士事迹陈列馆面积近4700平方米，陈列馆拥有数千份图片资料及超过300件烈士遗物。乌鲁木齐烈士事迹陈列馆内主题展为《天山丰碑——新疆革命烈士事迹展》，由8个单元构成，分别是“红色星火——共产党人在新疆的早期革命活动”、“风雨征程——中国工农红军西路军左支队进新疆”、“救亡图存——中共党人在新疆的光辉业绩”、“和平之歌——新疆和平解放”、“天山英魂——为保卫和建设新中国献身的新疆英烈”、“军垦丰碑——屯垦戍边的兵团英烈”、“热血忠骨——革命前辈在新疆”以及“告慰英烈——沿着先烈的足迹前行”。讲述了陈潭秋、毛泽民、杜重远、林基路等158位烈士的事迹，除了展出超过550幅照片和超过100件的实物外，乌鲁木齐烈士事迹陈列馆还采取了幻影成像、多媒体电视屏、影视墙等不同的展陈形式。

### 新疆公安英烈园
2013年9月29日，位于乌鲁木齐市革命烈士陵园的新疆公安英烈纪念园落成开放。纪念广场和纪念碑两部分组成了新疆公安英烈纪念园，其中纪念广场场40余米，宽40余米，面积约1660平方米，纪念广场面积象征着在166万平方千米的新疆。三段山形墙构成了公安英烈纪念碑，象征着新疆三山夹两盆的地形。第一面墙上为中华人民共和国人民警察警徽的浮雕。第二三面墙上为新疆公安机关的工作写实浮雕，如映服务群众、抢险救灾、打击违法、惩治犯罪等。背面为长23米，宽3米公安英烈名录墙，其上镌刻着新疆和平解放以来，133名公安烈士的姓名。
另外，乌鲁木齐市革命烈士陵园还有《记忆一九五五》雕塑墙、云杉园等纪念设施。除此之外，乌鲁木齐市革命烈士陵园亦有和曦园、恩泽苑等遗体安葬区，安葬有汉族、维吾尔族、哈萨克族、柯尔克孜族、回族、乌兹别克族等民族的烈士及厅级各民族干部。2020年，烈士陵园打造了从烈士事迹陈列馆到云杉园全长超过230米的景观文化轴，道路两侧有刻有建园始末、烈士语录、题词等内容的书卷石雕。